# Joe Orton
John Kingsley Orton, detto Joe (Leicester, 1º gennaio 1933 – Islington, 9 agosto 1967), è stato un drammaturgo inglese.
In una carriera breve ma prolifica durata dal 1964 fino alla sua morte, ha colpito, indignato e divertito il pubblico con le sue scandalose commedie nere. Ortonesque è diventato un termine per indicare "scandalosamente macabro".

## Biografia

### Gli inizi
Orton nacque al Causeway Lane Maternity Hospital di Leicester, da una famiglia della classe operaia. Fino all'età di due anni visse al 261 Avenue Road Extension nel Clarendon Park di Leicester. La famiglia poi, si trasferì nella tenuta Saffron Lane. Visse col fratello minore, Douglas, e le due sorelle più piccole, Marilyn e Leonie. I suoi genitori, William e Elsie, si sposarono nel 1931: suo padre lavorava per Leicester Council come giardiniere, mentre la madre lavorava nel settore calzaturiero locale, fino a quando la tubercolosi non le fece perdere un polmone. Orton studiò alla Marriots Road Primary School, ma non superò l'esame eleven plus (l'esame di ammissione alla scuola secondaria inglese) a causa di problemi d'asma, e così svolse un corso di segreteria presso il Collegio di Clark a Leicester dal 1945 al 1947.  Iniziò quindi a lavorare come impiegato junior con uno stipendio di 3 sterline a settimana.
Orton si interessò di teatro intorno al 1949 e si iscrisse ad un certo numero di diverse società drammatiche, tra cui la prestigiosa Leicester Dramatic Society. Mentre lavorava in produzioni amatoriali decise di migliorare il suo aspetto e il suo fisico: svolse corsi di body-building, prese lezioni di eloquenza e cercò di colmare la sua mancanza di istruzione e cultura. Chiese una borsa di studio alla Royal Academy of Dramatic Art (RADA) nel novembre 1950. Fu accettato e lasciò le Midlands Orientali per andare a Londra. Il suo ingresso nel RADA fu ritardato fino a maggio 1951 da un'appendicite. Orton incontrò Kenneth Halliwell al RADA nel 1951, e andò a vivere in un appartamento di West Hampstead con lui e con altri due studenti nel mese di giugno dello stesso anno. Halliwell aveva sette anni più di Orton e un patrimonio considerevole. Ben presto tra i due si formò un rapporto forte e divennero amanti.
Dopo la laurea, sia Orton che Halliwell partirono con compagnie di repertorio regionale; Orton trascorse quattro mesi a Ipswich come assistente di scena, mentre Halliwell era a Llandudno, nel Galles. Entrambi tornarono a Londra e diventarono scrittori. Collaborarono insieme a una serie di romanzi inediti (spesso imitando Ronald Firbank), avendo però poco successo. Il fallimento della loro grande speranza, The Last Days of Sodom, nel 1957, li portò a lavorare da soli. Smisero per un lungo periodo di lavorare dato che sussistevano grazie ai soldi di Halliwell (e dell'indennità di disoccupazione) ma furono costretti a seguire una vita ascetica, al fine di limitare le loro spese a 5 sterline per settimana. Dal 1957 al 1959, lavorarono sei mesi al Cadbury's per raccogliere denaro per un nuovo appartamento, e si trasferirono in un piccolo e austero appartamento sulla Noel Road a Islington nel 1959.
La mancanza di un lavoro serio li portò a divertirsi con scherzi e burle. Orton creò un alter ego Edna Welthorpe, una anziana snob frequentatrice di teatro, che farà rivivere più avanti per suscitare polemiche relativamente alle sue opere. Orton coniò il termine come un'allusione a "zia Edna" di Terence Rattigan. In un altro episodio, Orton e Halliwell rubarono alcuni libri dalla biblioteca locale, e modificarono la copertina o la quarta di copertina prima di restituirli alla biblioteca. Un volume di poesie di John Betjeman, per esempio, fu restituito alla biblioteca con una copertina nuova raffigurante una fotografia di un uomo tatuatissimo di mezza età e quasi nudo. La coppia prese molte di queste stampe per decorare il proprio appartamento. Furono per questo scoperti e processati a maggio del 1962. L'incidente fu segnalato al Daily Mirror come "Gorilla in the Roses". Orton e Halliwell furono accusati di cinque capi di furto e danni, ammisero di aver danneggiato più di 70 libri, e furono incarcerati per sei mesi (uscirono nel settembre 1962) con una multa di £262. La sentenza fu troppo dura "perché noi siamo froci", dissero i due.

### Carriera
Nei primi anni '60, Orton cominciò a scrivere opere teatrali. Scrisse il suo ultimo romanzo, Head to Toe, nel 1959. Nel 1963 completò Entertaining Mr. Sloane, la cui prima fu messa in scena al New Arts Theatre il 6 maggio 1964 sotto la direzione di Michael Codron. Le recensioni variavano dalla lode all'oltraggio. Entertaining Mr Sloane fece perdere denaro nelle sue prime tre settimane, ma l'apprezzamento da parte del commediografo Terence Rattigan, che investì £3.000 nell'opera, ne garantì la sopravvivenza. L'opera fu trasferita dal Wyndham's Theatre al Teatro del West End alla fine di giugno, e al Teatro della Regina nel mese di ottobre. Sloane fu classificato al primo porto come miglior dramma dalla rivista Variety. Nell'anno seguente, l'opera venne messa in scena a New York, in Spagna, in Israele e in Australia, oltre a diventare un film e uno spettacolo televisivo.
Il lavoro successivo di Orton fu Loot. Il primo progetto fu scritto tra giugno e ottobre del 1964 e intitolato Funeral Games, un titolo che Orton scartò su suggerimento di Halliwell e che avrebbe riutilizzato in seguito. L'opera è una parodia della narrativa poliziesca; Orton si serve della farsa nera e attacca le idee convenzionali su morte, polizia, religione e giustizia. Orton rielaborò Loot con Kenneth Williams nel 1964. Con il successo di Sloane, Loot andò subito in pre-produzione, nonostante i suoi difetti evidenti. Le prove ebbero inizio nel gennaio 1965 con un tour di sei settimane che si concluse col debutto al West End. Orton, in contrasto con il regista Peter Wood sulla sceneggiatura, scrisse 133 pagine di materiale nuovo da sostituire o aggiungere alle 90 iniziali. L'opera ricevette recensioni negative a Brighton, Oxford, Bournemouth, Manchester, e a Wimbledon a metà marzo. Scoraggiati, Orton e Halliwell andarono in vacanza per 80 giorni a Tangeri, in Marocco. Nel gennaio del 1966, Loot fu rilanciato e Orton tagliò oltre 600 battute, velocizzando il ritmo e migliorando le interazioni dei personaggi. Diretta da Braham Murray, l'opera raccolse giudizi più favorevoli. In seguito ad un'altra rielaborazione, l'opera andò per la prima volta a Londra il 27 settembre 1966, con recensioni entusiastiche. Loot andò in scena al Criterion Theatre nel mese di novembre, mentre Orton era nel bel mezzo della scrittura di What the Butler Saw. Loot vinse diversi premi e consolidò la fama di Orton.

### Omicidio
Il 9 agosto 1967, Halliwell colpì a morte Orton con nove colpi di martello alla testa, e poi si suicidò con una overdose di 22 compresse di Nembutal con succo di pompelmo in scatola. Halliwell lasciò un biglietto di addio, informando la polizia che tutto sarebbe stato spiegato leggendo i diari di Orton, "in particolare l'ultima parte". I corpi furono scoperti la mattina seguente, quando un autista arrivò per accompagnare Orton a una riunione per discutere una sceneggiatura che aveva scritto per i Beatles. Gli investigatori stabilirono che Halliwell morì per primo, perché il corpo di Orton era ancora caldo.
Il 22 novembre 1970 l'edizione di The Sunday Times riferì che il 5 agosto 1967, quattro giorni prima dell'omicidio, Orton era andato al pub Chelsea Potter in King's Road. Aveva incontrato l'amico Peter Nolan, che in seguito fornì le prove dell'intervista in cui Orton aveva detto di avere un altro ragazzo, e che voleva porre fine al suo rapporto con Halliwell. L'ultima persona a parlare con Halliwell fu il suo medico, che organizzò un incontro con uno psichiatra per Halliwell la mattina seguente. Parlò con Halliwell tre volte al telefono. L'ultima chiamata era alle 10. Halliwell prese l'indirizzo dello psichiatra e gli disse: "Non ti preoccupare, mi sento meglio adesso. Andrò a vedere il medico domani mattina". Halliwell si era sentito sempre più minacciato e isolato dal successo di Orton, ed era arrivato a prendere antidepressivi e barbiturici.
Orton fu cremato al Golders Green Crematorium e la sua bara venne introdotta nella cappella ovest su una registrazione della canzone dei Beatles A Day in the Life. L'elogio fu letto da Harold Pinter, che concluse dicendo: "Era uno scrittore maledettamente meraviglioso". Secondo le memorie di Dennis Dewsnap le ceneri di Orton e Halliwell furono mescolate e seppellite insieme.

## Opere teatrali
- Fred and Madge (scritta nel 1959, pubblicata nel 2001)
- The Visitors (scritta nel 1961, pubblicata nel 2001)
- The Ruffian on the Stair (messa in scena per la prima volta nel 1964) Radio play
- Entertaining Mr Sloane (messa in scena per la prima volta nel 1964)
- Loot (Il malloppo, messa in scena per la prima volta nel 1965)
- The Erpingham Camp (messa in scena per la prima volta nel 1966)
- The Good and Faithful Servant (messa in scena per la prima volta nel 1967)
- Funeral Games (messa in scena per la prima volta nel 1968)
- What the Butler Saw (messa in scena per la prima volta nel 1969)

## Sceneggiature
- Up Against It (sceneggiatura cinematografica scritta per i Beatles)

## Romanzi
- The Silver Bucket (scritto insieme a Kenneth Halliwell nel 1953, inedito, perduto)
- The Mechanical Womb.(scritto insieme a Kenneth Halliwell nel 1955, inedito, perduto)
- The Last Days of Sodom (scritto insieme a Kenneth Halliwell nel 1955, inedito, perduto)
- Between Us Girls (scritto nel 1956, pubblicato nel 2001)
- Lord Cucumber e The Boy Hairdresser (scritti insieme a Kenneth Halliwell nel 1959/1960, pubblicati nel 1999)
- The Vision of Gombold Proval (scritto nel 1961, pubblicato nel 1971 come Head to Toe)